# José Eduardo (padre)

Padre José Eduardo em uma homilia na Paróquia São Domingos "O Pregador", em Osasco.

José Eduardo de Oliveira e Silva (Piracicaba, 05 de fevereiro de 1981) é um sacerdote católico brasileiro, pároco da Paróquia São Domingos "O Pregador" em Osasco, professor e influencer, conhecido por sua atuação virtual. Em 2024, o padre foi alvo de uma operação da Polícia Federal, em virtude de suspeitas quanto a sua participação em atos antidemocráticos. No entanto, o religioso não foi denunciado pela Procuradoria Geral da República, pois não foram encontrados elementos para denunciá-lo.
José Eduardo mudou-se ainda criança para Carapicuíba, na região metropolitana de São Paulo. Ele foi ordenado sacerdote da Diocese de Osasco em 2006 e é doutor em Teologia Moral pela Pontifícia Universidade da Santa Cruz, em Roma. A partir de 2013, tornou-se conferencista em temas como gênero, teologia da libertação, aborto, defesa da família e educação. É mantenedor do Colégio Maria Mater, em Osasco, e conhecido, recentemente, por se opor ao protestantismo e ao "tradicionalismo católico radical", sendo adepto da hermenêutica da continuidade, de Bento XVI. O padre é considerado por muitos como um dos maiores intelectuais católicos brasileiros, tanto por seu doutorado em Teologia Moral, quanto pelo seu amplo estudo de filosofia - sobretudo tomista -, teologia, eclesiologia e mais. José Eduardo fala português, inglês, francês, italiano, espanhol e latim.